# 0984
0984 è il prefisso telefonico del distretto di Cosenza, appartenente al compartimento di Catanzaro.
Il distretto comprende la parte meridionale della provincia di Cosenza e alcuni comuni della provincia di Crotone. Confina con i distretti di Castrovillari (0981) a nord, di Rossano (0983) a est, di Crotone (0962), di Catanzaro (0961) e di Lamezia Terme (0968) a sud e di Paola (0982) a ovest.

## Aree locali e comuni
Il distretto di Cosenza comprende 69 comuni inclusi nelle 4 aree locali di Bisignano (ex settori di Bisignano, Luzzi e Montalto Uffugo), Cosenza, San Giovanni in Fiore (ex settori di Camigliatello, Lorica, Rogliano e San Giovanni in Fiore) e San Marco Argentano. I comuni compresi nel distretto sono: Acri, Altilia, Aprigliano, Belsito, Bianchi, Bisignano, Caccuri (KR), Carolei, Carpanzano, Casole Bruzio, Castelsilano (KR), Castiglione Cosentino, Castrolibero, Celico, Cellara, Cerenzia (KR), Cerisano, Cervicati, Cerzeto, Colosimi, Cosenza, Dipignano, Domanico, Fagnano Castello, Figline Vegliaturo, Grimaldi, Lappano, Lattarico, Luzzi, Malito, Malvito, Mangone, Marano Marchesato, Marano Principato, Marzi, Mendicino, Mongrassano, Montalto Uffugo, Parenti, Paterno Calabro, Pedace, Pedivigliano, Piane Crati, Pietrafitta, Rende, Roggiano Gravina, Rogliano, Rose, Rota Greca, Rovito, San Benedetto Ullano, San Demetrio Corone, San Fili, San Giovanni in Fiore, San Marco Argentano, San Martino di Finita, San Pietro in Guarano, San Vincenzo La Costa, Santa Caterina Albanese, Santa Sofia d'Epiro, Santo Stefano di Rogliano, Savelli (KR), Scigliano, Serra Pedace, Spezzano della Sila, Spezzano Piccolo, Torano Castello, Trenta e Zumpano .